# 1972 en els vols espacials
Aquest article és una llista d'esdeveniments de vols espacials relacionats que es van produir el 1972. En aquest any es va veure el vol final del coet Saturn V i l'últim allunatge tripulat de la humanitat del segle xx.

## Llançaments
| Data/Hora Llançament     | Coet                                            | Zona Llançament                                                          | Contractista Llançament                 | Càrrega                               | Operador                                | Òrbita                     | Missió/ Funció                                           | Reentrada/ Destrucció                     | Resultat      | Comentaris |
| ------------------------ | ----------------------------------------------- | ------------------------------------------------------------------------ | --------------------------------------- | ------------------------------------- | --------------------------------------- | -------------------------- | -------------------------------------------------------- | ----------------------------------------- | ------------- | --- |
| 23 de gener 00:12 GMT    | Atlas SLV-3C Centaur                            | LC-36B, Cape Canaveral                                                   |                                         | Intelsat 4 F-4                        | Intelsat                                | Geosíncrona                | Comsat                                                   | Encara en òrbita                          | Reeixit       | |
| 31 de gener 17:20 GMT    | Thor Delta L                                    | SLC-2E, Vandenberg AFB                                                   |                                         | HEOS 2                                | ESRO                                    | Alta excentricitat LEO/HEO | Investigació de partícules i de camp                     | 2 d'agost de 1974                         | Reeixit       | Vol final del Thor Delta L |
| 14 de febrer 03:27 GMT   | Proton 8K82K                                    | LC-81, Baikonur                                                          | RVSN                                    | Luna 20                               | RVSN                                    | Lunar                      | Recull de mostres lunar                                  | 21 de febrer de 1972 (a la Lluna)         | Reeixit       | |
| 22 de febrer             | Etapa d'ascens Luna 20                          | Luna 20 Apollonius highlands La Lluna                                    | RVSN                                    | Luna 20                               | RVSN                                    | Lunar                      | Recull de mostres lunar                                  | 25 de febrer de 1972 (Terra)              | Reeixit       | |
| 3 de març 01:49 GMT      | Atlas SLV-3C Centaur                            | LC-36A, Cape Canaveral                                                   |                                         | Pioneer 10                            | NASA                                    | Escapament                 | Sobrevol de Júpiter                                      | N/A                                       | Reeixit       | Primera nau espacial en travessar el cinturó d'asteroides Primer sobrevol de Júpiter Primera sonda en sortir del sistema solar |
| 12 de març 01:55 GMT     | Thor Delta N                                    | SLC-2E, Vandenberg AFB                                                   |                                         | TD-1A                                 | ESRO                                    | LEO                        | Investigació tecnològica                                 | 9 de gener de 1980                        | Reeixit       | Vol final del Thor Delta N |
| 24 de març 08:46 GMT     | Thor Burner II                                  | SLC-10W, Vandenberg AFB                                                  | Força Aèria dels Estats Units d'Amèrica | DMSP 5B F2                            | Força Aèria dels Estats Units d'Amèrica | LEO                        | Satèl·lit meteorològic                                   | Encara en òrbita                          | Reeixit       | |
| 16 d'abril 17:45 GMT     | Saturn V                                        | LC-39A, Kennedy                                                          | NASA                                    | Apollo 16 CSM "Casper" 3 astronautes  | NASA                                    | Lunar                      | Orbitador tripulat lunar                                 | 27 d'abril de 1972                        | Reeixit       | Penúltima missió Apollo |
| 16 d'abril 17:45 GMT     | Saturn V                                        | LC-39A, Kennedy                                                          | NASA                                    | Apollo 16 mòdul lunar "Orion"         | NASA                                    | Lunar                      | Allunatge                                                | 20 d'abril de 1972 14:23 GMT (a la Lluna) | Reeixit       | |
| 16 d'abril 17:45 GMT     | Saturn V                                        | LC-39A, Kennedy                                                          | NASA                                    | Apollo 16 Subsatèl·lit                | NASA                                    | Lunar                      | Estudi de partícules lunars                              | 29 de maig de 1972 (a la Lluna)           | Error parcial | Es va desplegar el 24 d'abril Situat en òrbita incorrecta, vida útil més curta del previst                                     |
| 19 d'abril 21:43 GMT     | Thorad Agena-D SLV-2H                           | SLC-3W, Vandenberg AFB                                                   | Força Aèria dels Estats Units d'Amèrica | KH-4B 1116                            | Força Aèria dels Estats Units d'Amèrica | LEO                        | Satèl·lit de vigilància                                  | 12 de maig de 1972                        |               | |
| 23 d'abril 23:26 GMT     | Apollo 16 mòdul lunar "Orion" ascent stage      | Apollo 16 mòdul lunar "Orion" descent stage Descartes The Moon           | NASA                                    | Apollo 16, 2 astronautes              | NASA                                    | Lunar                      | Retorn dels astronautes de l'Apollo 16 al CSM en òrbita. | Desconegut                                | Reeixit       | |
| 25 de maig 18:41 GMT     | Thorad Agena-D SLV-2H                           | SLC-3W, Vandenberg AFB                                                   | Força Aèria dels Estats Units d'Amèrica | KH-4B 1117                            | Força Aèria dels Estats Units d'Amèrica | LEO                        | Satèl·lit de vigilància                                  | 4 de juny de 1972                         | Reeixit       | Vol final del Thorad Agena-D SLV-2H                                                                                            |
| 13 de juny 21:53 GMT     | Atlas SLV-3C Centaur                            | LC-36B, Cape Canaveral                                                   |                                         | Intelsat 4 F-5                        | Intelsat                                | Geosíncrona                | Comsat                                                   | Encara en òrbita                          | Reeixit       | |
| 26 de juny 14:53 GMT     | R-7 11A511 (Soyuz/A-2)                          | LC-1/5, Baikonur                                                         | RVSN                                    | Kosmos 496 (Soiuz 7K-T)               | RVSN                                    | LEO                        | Prova del nou disseny de la nau Soiuz 7K-T               | 2 de juliol de 1972                       | Reeixit       | |
| 23 de juliol 18:41 GMT   | Delta 0100 (0900)                               | SLC-2W, Vandenberg AFB                                                   |                                         | Landsat 1                             | NASA                                    | LEO                        | Satèl·lit de recursos terrestres                         | Encara en òrbita                          | Reeixit       | Vol inaugural del Delta 0100                                                                                                   |
| 21 d'agost 10:28 GMT     | Atlas SLV-3C Centaur                            | LC-36B, Cape Canaveral                                                   |                                         | OAO 3                                 | NASA                                    | LEO                        | Astronomia ultraviolada                                  | Encara en òrbita                          | Reeixit       | Vol final del Atlas SLV-3C Centaur                                                                                             |
| 23 de setembre 01:20 GMT | Delta 1000 (1604)                               | LC-17B, Cape Canaveral                                                   |                                         | Explorer 47                           | NASA                                    | HEO                        | Satèl·lit d'investigació de la magnetosfera              | Encara en òrbita                          | Reeixit       | Vol inaugural del Delta 1000                                                                                                   |
| 2 d'octubre 20:09 GMT    | Atlas F                                         | BMRS-A1, Vandenberg AFB                                                  | Força Aèria dels Estats Units d'Amèrica | RADCAT                                | Força Aèria dels Estats Units d'Amèrica | LEO                        | Investigació tecnològica                                 | Encara en òrbita                          | Reeixit       | |
| 2 d'octubre 20:09 GMT    | Atlas F                                         | BMRS-A1, Vandenberg AFB                                                  | Força Aèria dels Estats Units d'Amèrica | Radsat                                | Força Aèria dels Estats Units d'Amèrica | LEO                        | Investigació tecnològica                                 | Encara en òrbita                          | Reeixit       | |
| 15 d'octubre 17:19 GMT   | Delta 0100 (0300)                               | SLC-2W, Vandenberg AFB                                                   |                                         | NOAA 2 (ITOS-B)                       | NOAA                                    | LEO                        | Satèl·lit meteorològic                                   | Encara en òrbita                          | Reeixit       | |
| 15 d'octubre 17:19 GMT   | Delta 0100 (0300)                               | SLC-2W, Vandenberg AFB                                                   | Amsat-Oscar 6                           | Amsat                                 | LEO                                     | Amateur comsat             | Encara en òrbita                                         | Reeixit                                   |               | |
| 9 de novembre 03:23 GMT  | Thor Burner II                                  | SLC-10W, Vandenberg AFB                                                  | Força Aèria dels Estats Units d'Amèrica | DMSP 5B F3                            | Força Aèria dels Estats Units d'Amèrica | LEO                        | Satèl·lit meteorològic                                   | Encara en òrbita                          | Reeixit       | |
| 10 de novembre 01:14 GMT | Delta 1000 (1914)                               | LC-17B, Cape Canaveral                                                   |                                         | Anik A1                               | Telesat                                 | Geosíncrona                | Comsat                                                   | Encara en òrbita                          | Reeixit       | |
| 7 de desembre 05:33 GMT  | Saturn V                                        | LC-39A, Kennedy                                                          | NASA                                    | Apollo 17 CSM "America" 3 astronautes | NASA                                    | Lunar                      | òrbita tripulada lunar                                   | 19 de desembre de 1971                    | Reeixit       | Última missió Apollo Vol final del Saturn V                                                                                    |
| 7 de desembre 05:33 GMT  | Saturn V                                        | LC-39A, Kennedy                                                          | NASA                                    | Apollo 17 mòdul lunar "Challenger"    | NASA                                    | Lunar                      | Allunatge tripulat                                       | 14 de desembre 1971 GMT (a la Lluna)      | Reeixit       | Última missió Apollo Vol final del Saturn V                                                                                    |
| 11 de desembre 07:56 GMT | Delta 0100 (0900)                               | SLC-2W, Vandenberg AFB                                                   |                                         | Nimbus 5                              | NASA                                    | LEO                        | Satèl·lit d'investigació de l'entorn                     | Encara en òrbita                          | Reeixit       | |
| 14 de desembre 22:55 GMT | Apollo 17 mòdul lunar "Challenger" ascent stage | Apollo 17 mòdul lunar "Challenger" descent stage Taurus-Littrow The Moon | NASA                                    | Apollo 17, 2 astronautes              | NASA                                    | Lunar                      | Retorn dels astronautes de l'Apollo 17 al CSM en òrbita. | 15 de desembre de 1972                    | Reeixit       | |
| 20 de desembre 22:20 GMT | Atlas-Agena SLV-3A                              | LC-13, Cape Canaveral                                                    | Força Aèria dels Estats Units d'Amèrica | Canyon 5                              | Força Aèria dels Estats Units d'Amèrica | Geosíncrona                | Comsat militar                                           | Encara en òrbita                          | Reeixit       | |

## Encontres espacials
- 21 de febrer — Luna 20, 55g del Appollonius Crater (missió de retorn de mostres)
- 21 d'abril — Apollo 16, 95 kg del Descartes Highland (missió de retorn de mostres)
- 22 de juliol — Venera 8, sonda atmosfèrica funcionant 50 min en la superfície venusiana
- 11 de desembre — Apollo 17, 111 kg de Taurus-Littrow (missió de retorn de mostres)